# Texas Stars
Die Texas Stars sind ein US-amerikanisches Eishockeyfranchise aus Cedar Park, Texas, das seit der Saison 2009/10 in der American Hockey League spielt. Die Texas Stars wurden das AHL-Farmteam der Dallas Stars aus der National Hockey League, nachdem die Zusammenarbeit mit dem bisherigen Farmteam, den Iowa Stars, nach der Saison 2007/08 beendet worden war.
Ihre Heimspiele tragen die Texas Stars im 6863 Zuschauer fassenden H-E-B Center aus. Die Halle wurde im September 2009 eröffnet.

## Geschichte
In ihrer Premierensaison gewannen die Stars den Divisionstitel sowie den Conferencetitel, für den sie die Robert W. Clarke Trophy erhielten. In der Finalserie um den Calder Cup unterlagen sie aber in sechs Spielen gegen die Hershey Bears. In der Saison 2013/14 konnte sich das Team mit einem 4:1 Seriensieg den Calder Cup gegen die St. John’s IceCaps sichern.

## Saisonstatistik
Abkürzungen: GP = Spiele, W = Siege, L = Niederlagen, T = Unentschieden, OTL = Niederlagen nach Overtime SOL = Niederlagen nach Shootout, Pts = Punkte, GF = Erzielte Tore, GA = Gegentore, PIM = Strafminuten
| Saison  | GP  | W   | L   | OTL | SOL | Pts | GF   | GA   | Platz     | Playoffs |
| 2009/10 | 80  | 46  | 27  | 3   | 4   | 99  | 238  | 198  | 2., West  | Sieg im Divisions-Halbfinale, 4:0 (Rockford) Sieg im Divisions-Finale, 4:3 (Chicago) Sieg im Conference-Finale, 4:3 (Hamilton) Niederlage im Calder-Cup-Finale, 2:4 (Hershey)           |
| 2010/11 | 80  | 41  | 29  | 4   | 6   | 92  | 213  | 210  | 4., West  | Niederlage im Divisions-Halbfinale, 2:4 (Milwaukee) |
| 2011/12 | 76  | 31  | 40  | 3   | 2   | 67  | 224  | 251  | 5., West  | nicht qualifiziert |
| 2012/13 | 76  | 43  | 22  | 5   | 6   | 97  | 235  | 201  | 1., South | Sieg im Conference-Viertelfinale, 3:1 (Milwaukee) Niederlage im Conference-Halbfinale, 1:4 (Oklahoma)                                                                                   |
| 2013/14 | 76  | 48  | 18  | 3   | 7   | 106 | 274  | 197  | 1., West  | Sieg im Conference-Viertelfinale, 3:0 (Oklahoma) Sieg im Conference-Halbfinale, 4:2 (Grand Rapids) Sieg im Conference-Finale, 4:3 (Toronto) Sieg im Calder-Cup-Finale, 4:1 (St. John’s) |
| 2014/15 | 76  | 40  | 22  | 13  | 1   | 94  | 242  | 216  | 2., West  | Niederlage im Conference-Viertelfinale, 0:3 (Rockford) |
| Gesamt  | 464 | 247 | 158 | 31  | 26  | 555 | 1426 | 1273 |           | 5 Playoff-Teilnahmen 12 Serien: 8 Siege, 4 Niederlagen 63 Spiele: 35 Siege, 28 Niederlagen                                                                                              |

## Vereinsrekorde

### Karriere
|                           | Name                          | Anzahl                        |
| Meiste Spiele             | Travis Morin*                 | 618 (in neun Spielzeiten)     |
| Meiste Tore               | Travis Morin*                 | 167                           |
| Meiste Vorlagen           | Travis Morin*                 | 361                           |
| Meiste Punkte             | Travis Morin*                 | 528 (167 Tore + 361 Vorlagen) |
| Meiste Strafminuten       | Luke Gazdic                   | 447                           |
| Meiste Siege als Torhüter | Jack Campbell                 | 56                            |
| Meiste Shutouts           | Richard Bachman Jack Campbell | 9                             |

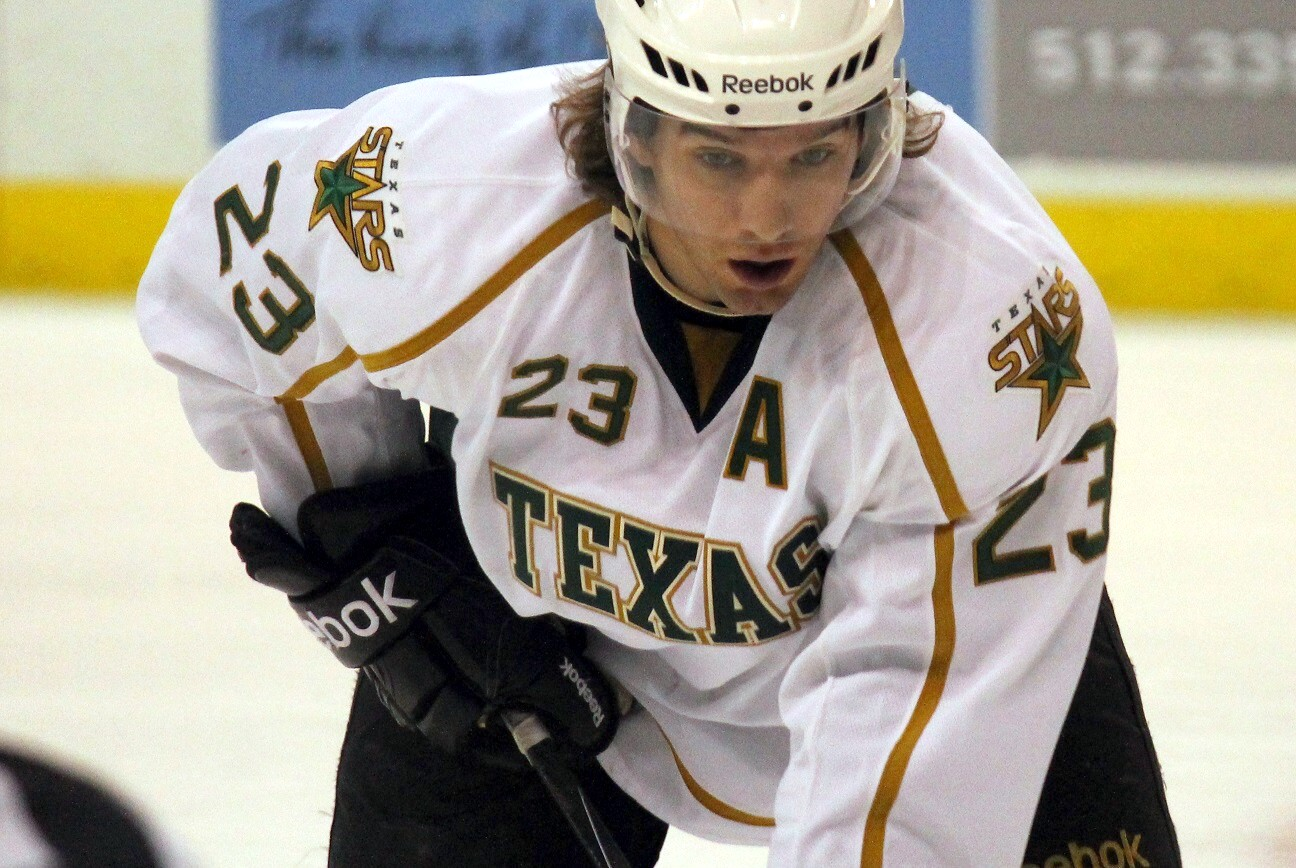
Travis Morin hält diverse Mannschaftsrekorde

* aktiver Spieler; Stand nach Ende der Saison 2017/18

#### Saison
|                               | Name            | Anzahl                     | Saison  |
| Meiste Tore                   | Matt Fraser     | 37                         | 2011/12 |
| Meiste Vorlagen               | Travis Morin    | 56                         | 2013/14 |
| Meiste Punkte                 | Travis Morin    | 88 (32 Tore + 56 Vorlagen) | 2013/14 |
| Meiste Punkte als Rookie      | Curtis McKenzie | 65 (27 Tore + 38 Vorlagen) | 2013/14 |
| Meiste Punkte als Verteidiger | Julius Honka    | 44 (11 Tore + 33 Vorlagen) | 2015/16 |
| Meiste Strafminuten           | Luke Gazdic     | 155                        | 2009/10 |
| Meiste Siege als Torhüter     | Richard Bachman | 28                         | 2010/11 |